# Darrall Imhoff
Darrall Tucker Imhoff (* 11. Oktober 1938 in San Gabriel, Kalifornien; † 30. Juni 2017 in Bend, Oregon) war ein US-amerikanischer Basketballspieler, der auf der Position eines Centers spielte.
Seine zwölf Jahre andauernde Karriere in der National Basketball Association (NBA) brachte ihn zu sechs verschiedenen Mannschaften. Am Basketballturnier der Olympischen Sommerspiele 1960 nahm er als Spieler der University of California, Berkeley teil und gewann bei diesem Großturnier in Rom mit seinem Heimatland die Goldmedaille. Dabei kam er unter Pete Newell, der ihn bereits an der Universität trainierte und der eben erst als Trainer des US-Nationalkaders engagiert worden war, zum Einsatz.
Als Teil der US-amerikanischen Basketballnationalmannschaft des Jahres 1960 wurde er im Jahre 1984 in die Naismith Memorial Basketball Hall of Fame aufgenommen; das Team von 1960 galt bis zum Dream Team von 1992 als das beste in der Geschichte des US-Basketballs.

## Leben und Karriere

### Highschool- und College-Basketball in Kalifornien
Darrall Imhoff wurde am 11. Oktober 1938 in der Kleinstadt San Gabriel, einem nordöstlichen Vorort von Los Angeles, geboren und besuchte unter anderem die Alhambra High School in der gleich an San Gabriel angrenzenden Stadt Alhambra. Nachdem er dort ebenfalls bereits als Basketballspieler im Einsatz war, jedoch zumeist nur eine Statistenrolle einnehmen musste, schaffte er mit dem Wechsel an die University of California, Berkeley den Durchbruch als Basketballspieler. Der Herrenbasketballmannschaft der California Golden Bears, so der Name der Universitätssportabteilung an der UC Berkeley, gehörte er dabei in den Spielzeiten 1957/58, 1958/59 und 1959/60 an. Dabei entwickelte er sich vor allem in seinen letzten beiden Spielzeiten zu einem Topspieler. Nachdem er es mit der Mannschaft in der Saison 1957/58 bis ins Finalspiel der West-Region, einer von vier Staffeln des NCAA University Division Basketball Tournament, gebracht hatte und dort mit 62:66 der von John Castellani trainierten Seattle University, die daraufhin den Einzug in die Runde der besten vier schaffte, unterlag, triumphierte die Mannschaft in der darauffolgenden Spielzeit 1958/59.
Dabei kam die seit 1954 von Pete Newell trainierte Truppe nach einem klaren 71:53-Halbfinalsieg in der West-Region gegen die University of Utah und einem ebenso deutlichen 66:46-Finalsieg über Saint Mary’s in die Runde der besten vier. Dies war zudem erst das zweite Mal in der Geschichte der Herrenbasketballmannschaft der UC Berkeley, dass es das Team soweit gebracht hatte. Nach einem 64:58-Sieg über die University of Cincinnati in den nationalen Semifinals standen die California Golden Bears daraufhin erstmals seit ihrem Bestehen im saisonentscheidenden Endspiel. Dieses endete in weiterer Folge in einem knappen 71:70-Sieg über die West Virginia University und bedeutete somit den ersten Titelgewinn für die von Pete Newell und dessen Assistenten Rene Herrerias trainierten Basketballherren der UC Berkeley. Für seine Leistungen wurde Imhoff in diesem Jahr ins First-Team-All-AAWU (Athletic Association of Western Universities) gewählt.
Auch das nachfolgende NCAA University Division Basketball Tournament 1960 verlief für die California Golden Bears nicht minder erfolgreich. Nach drei deutlichen Siegen in der Finalserie der West-Region schaffte das Team problemlos den Sprung unter die Top 4 des Turniers; dort schaffte es die UC Berkeley nach einem 77:69-Sieg über Cincinnati zwar ins Finalspiel, unterlag in diesem jedoch deutlich mit 75:55 gegen die bereits über die gesamte Saison übermächtige Ohio State. Diese hatte zu diesem Zeitpunkt spätere NBA-Garanten wie John Havlicek, Jerry Lucas und Larry Siegfried oder Spieler wie Mel Nowell, Joe Roberts oder Bob Knight in ihren Reihen und wurde vom Erfolgscoach Fred Taylor, einem späteren Hall-of-Famer trainiert. Auch in diesem Jahr erfolgte für Darrall Imhoff wieder die Wahl ins First-Team-All-AAWU sowie diesmal auch zum Consensus First-Team All-American. Das heißt, er wurde von der Associated Press, der USBWA, der NABC, der UPI, der NEA, wie auch der Weekly einstimmig zum First-Team All-American gewählt.

### Basketballturnier der Olympischen Sommerspiele 1960
Durch seinen College-Trainer Pete Newell, der aufgrund seiner Erfolge mit den California Golden Bears zum US-amerikanischen Olympiatrainer für das Basketballturnier der Sommerspiele 1960 ernannt wurde, schaffte Imhoff aufgrund seiner Leistungen der vorangegangenen Jahre den Sprung in den US-Olympiakader. Bei diesem Großturnier in Rom war die Basketballnationalmannschaft der Vereinigten Staaten weitgehend konkurrenzlos. Nach drei deutlichen Siegen über Italien, Japan und Ungarn in der Vorrunde, erspielte sich das Team im Pool II des Halbfinales ebenso deutliche Siege gegen Jugoslawien, Uruguay und die UdSSR. In der finalen Gruppe gegen Italien, Brasilien und die UdSSR konnten sich die US-Amerikaner ebenfalls deutlich beweisen und gewannen gegen Italien mit 112:81 und gegen Brasilien mit 90:63; weiters wurde auch noch die Ergebnisse aus den direkten Halbfinal-Duellen der Finalteilnehmer (im Falle der USA der 81:57-Sieg über die UdSSR) miteinbezogen. Damit gewannen die US-Amerikaner zum fünften Mal in Folge Olympiagold im Basketball; Imhoff bildete über den kompletten Turnierverlauf ein kongeniales Duo mit Walt Bellamy und konnte sich dabei vor allem gegen die großgewachsenen Sowjets unter Beweis stellen. Von den damaligen zwölf Amateurspielern schafften es im weiteren Verlauf zehn in die NBA. Vier Spieler wurden für ihre Leistungen in der „Spieler“-Kategorie (Walt Bellamy, Jerry Lucas, Oscar Robertson und Jerry West) und die beiden Trainer Pete Newell und Dutch Lonborg in der „Trainer“-Kategorie in die Naismith Memorial Basketball Hall of Fame aufgenommen.

### Wechsel in die NBA
Darrall Imhoff war einer der zehn späteren NBA-Spieler der Olympiamannschaft von 1960. Dabei wurde er beim NBA-Draft 1960 als dritter Pick in der ersten Runde zu den New York Knicks gedraftet und galt bereits im Vorfeld als der am meisten umworbene Draftpick dieses Jahres. Zum Zeitpunkt seines Wechsels zu den Knicks waren mit Richie Guerin und Willie Naulls bereits zwei All-Stars im Kader, wobei Imhoff als potentieller All-Star-Anwärter in der größten Stadt der Liga angesehen wurde. Sein Debüt im Profibasketball gab er daraufhin bereits im ersten Saisonspiel, einer 105:113-Niederlage gegen die Cincinnati Royals am 20. Oktober 1960, wobei er mit einem Field Goal lediglich zwei Punkte beisteuern konnte. Auch im weiteren Verlauf der Saison konnte er dem Druck der Konkurrenz auf seiner Position nicht standhalten und war zum Ende der Spielzeit zumeist nur mehr Ersatzspieler auf seiner angestammten Position des Centers. Bis zum Ende der Saison 1960/61 brachte er es auf 62 von 79 möglich gewesenen Ligapartien und die Knicks verpassten mit lediglich 26,6 % gewonnenen Spielen deutlich den Einzug in die saisonabschließenden Play-offs.
In der geschichtsträchtigen Spielzeit 1961/62 kam Imhoff bereits regelmäßiger zum Einsatz und wurde bis zum Ende des Jahres immerhin in 76 der 80 Meisterschaftsspiele eingesetzt. Am 2. März 1962 trat er mit den New York Knicks auch im berüchtigten Spiel gegen die Philadelphia Warriors an, als der damalige Starspieler der NBA, Wilt Chamberlain, 100 Punkte beim 169:147-Sieg seiner Mannschaft beisteuerte; ein bis heute (Stand: Juli 2017) bestehender Rekord. Die Niederlage und die Höhe von Chamberlains erreichten Punkten wird mitunter Imhoffs Teamkollegen Phil Jordon zugeschrieben, der in diesem Spiel nicht mitwirkte, da er offiziell an einer Grippe erkrankt war und deshalb nicht mitspielen konnte. Was offiziell als Grippe galt, wurde in der Öffentlichkeit weitgehend als Kater bezeichnet, da sich Jordon am Vortag betrunken hatte und aus diesem Grund unfähig war am Spielbetrieb teilzunehmen. Damit hatten die Knicks mit Darrall Imhoff nur einen einzigen großen Spieler im Kader, der Chamberlain verteidigen sollte, was jedoch nur vereinzelt gelang. Mit 36,3 % gewonnenen Partien schafften die New York Knicks erneut nicht den Einzug in die Play-offs und beendeten die Saison abermals auf dem letzten Platz der Eastern Division.

### Zeit bei den Detroit Pistons
Noch in der Sommerpause vor der Saison 1962/63 wurde Imhoff von den Knicks im Tausch für deren All-Star-Guard Gene Shue und einer nicht näher definierten Ablösesumme an die Detroit Pistons abgegeben. Nachdem er bei den Knicks unter Spielertrainer Carl Braun und später unter Eddie Donovan noch verhältnismäßig oft zum Einsatz gekommen war, brachte es unter Dick McGuire bei den Pistons zu deutlich weniger Einsatzminuten. Unter dem siebenfachen NBA-All-Star wurde er lediglich in 45 von 80 Meisterschaftsspielen eingesetzt und brachte es durchschnittlich gerade einmal auf 10,2 Einsatzminuten pro Spiel. Die Detroit Pistons schafften es daraufhin im Endklassement der regulären Spielzeit mit 42,5 % gewonnener Spiele und auf dem vierten von sechs Plätzen der Western Division rangierend in die anschließenden Play-offs. In den Semifinals der Western Division gingen die St. Louis Hawks aus drei von vier Spielen siegreich hervor und die Detroit Pistons schieden somit noch frühzeitig aus den Play-offs aus. Das frühzeitige Ausscheiden hatte auch den Abgang des Trainers zur Folge, der daraufhin für die Saison 1963/64 durch Charles Wolf, der davor drei Spielzeiten lang die Cincinnati Royals trainiert hatte, ersetzt wurde. Doch auch unter Wolf brachte es Darrall Imhoff nicht zum Stammspieler, konnte aber bis zum Ende der Spielzeit 58 von 80 möglich gewesenen Ligaeinsätzen verzeichnen und kam auf eine durchschnittliche Einsatzzeit von 15 Minuten pro Spiel.

### Angesehene Reserve bei den LA Lakers
Mit 16. April 1964 wurde Imhoff von den Detroit Pistons an die Los Angeles Lakers verkauft. Diese hatten mit Jerry West, Elgin Baylor und anderen bereits einige hochklassige Spieler in ihrer Reihen, wobei Imhoff gleich von Beginn an als angesehener Reservist betrachtet wurde, der es auch regelmäßig zu Einsätzen brachte. Dabei trug er auch zum Erfolg der Mannschaft in dieser Saison bei und wurde selbst von Coach Fred Schaus in 76 von 80 möglich gewesenen Meisterschaftsspielen der regulären Spielzeit eingesetzt. Mit den Lakers beendete er die reguläre Saison mit einer Bilanz von 49:31 auf dem ersten Platz der Western Division und kam in den nachfolgenden Play-offs über die Division-Finals, die gegen die Baltimore Bullets mit einer Serie von 4:2 gewonnen wurden, in die saisonentscheidenden NBA Finals. In diesen unterlagen die Lakers in fünf Spielen mit 1:4 gegen die seit Jahren dominierenden Boston Celtics, die vom legendären Red Auerbach trainiert wurden.
Auch in Saison 1965/66 kam Imhoff regelmäßig zu seinen Einsätzen, wobei der Center in 77 von 80 möglich gewesenen Ligapartien auflief und zumeist gleich von Spielbeginn an im Einsatz war. Mit den Lakers, bei den er neben Gene Wiley, Tom Hoover und LeRoy Ellis einer von gleich vier Spielern auf der Center-Position war, erreichte er am Ende der regulären Spielzeit erneut den ersten Platz in der Western Division. Mit einer Bilanz von 45:35 aus den 80 Ligapartien war das Ergebnis noch etwas bescheidener als in der vorangegangenen Spielzeit. Der eigentliche Erfolge war aber, wie bereits in den Jahren zuvor, auf die Leistungen von Jerry West und Elgin Baylor zurückzuführen, die nach wie vor zu den besten Spielern der Liga bzw. ihrer Generation zählten. Die saisonabschließenden Play-offs endeten für die Los Angeles Lakers nur in einer knappen Niederlage. Nachdem sie in den Division-Finals die St. Louis Hawks mit 4:3 in einer Best-of-Seven-Serie besiegt hatten, unterlagen sie daraufhin in den NBA Finals selbst mit 3:4 in einer Best-of-Seven-Serie gegen die abermals dominierenden Boston Celtics. Nachdem er bereits im Jahr zuvor in allen elf Play-off-Spielen seiner Mannschaft im Einsatz war, setzte ihn Schaus auch 1965/66 in allen 14 Play-off-Partien ein.

### Stammspieler in Los Angeles
In der NBA-Spielzeit 1966/67 ließ Imhoff sein Potential aufblitzen, als er es im Durchschnitt auf 12 Punkte, 13 Rebounds, 3 Assists und 2 Blocks pro Spiel brachte. Gleichzeitig war er der einzige Spieler der LA Lakers und einer von nur 16 Spielern der gesamten Liga, der es in dieser Saison auf Einsätze in allen 81 Meisterschaftsspielen gebracht hatte. Mit dem Team beendete er die reguläre Spielzeit auf dem dritten Platz hinter den St. Louis Hawks (Zweiter) und den San Francisco Warriors (Erster). In den nachfolgenden Western-Division-Semifinals schied das Team daraufhin bereits nach drei Niederlagen hintereinander gegen die Warriors aus San Francisco aus. Aufgrund seiner Leistungen wurde er am 10. Januar 1967 im NBA All-Star Game 1967 eingesetzt und kam dabei unter seinem Trainer Fred Schaus, der die Auswahl der Western Division trainierte, in rund sechs Spielminuten zum Einsatz. Dabei blieb er als einziger Spieler dieser Begegnung punktelos, konnte aber in der verhältnismäßig kurzen Zeit sieben Rebounds verzeichnen. Dieses Spiel war zudem auch das letzte offizielle Spiel Red Auerbachs, der die Eastern-Division-Auswahl betreute, als Trainer.
Nachdem sich Fred Schaus am Ende der Spielzeit 41-jährig aus dem Traineramt zurückgezogen hatte und in Administrative des Franchises wechselte, wo er fortan als General Manager in Erscheinung trat, kam Darrall Imhoff auch unter dem neuen Trainer Butch van Breda Kolff zu seinen Einsätzen als Stammspieler und Starter. Auch in der Saison 1967/68 zählte Imhoff wieder zu den am häufigsten eingesetzten Spielern der Liga, wobei einzig und allein der ständig von Franchise zu Franchise gereichte John Tresvant mehr Auftritte in der regulären Meisterschaft aufweisen konnte. Imhoff war hingegen einer von insgesamt 25 Spielern, die abermals in allen 82 Meisterschaftsspielen am Platz waren. Die Lakers absolvierten auch diesmal eine erfolgreiche Saison und rangierten im Endklassement mit vier Spielen Rückstand auf die St. Louis Hawks auf dem zweiten Platz der Western Division. In den nachfolgenden Play-offs kamen die Kalifornier nach einem 4:1 in der Western-Division-Semifinalserie über die Chicago Bulls und einem klaren 4:0 in der Western-Division-Finalserie über die San Francisco Warriors in die allesentscheidenden NBA Finals. In diesen unterlagen die Lakers erneut den Boston Celtics, die diesmal von Bill Russell, einem zu diesem Zeitpunkt noch aktiven Spieler und langjährigen Rivalen Imhoffs, trainiert wurden.

### Chamberlain kommt, Imhoff muss gehen
Noch vor dem Beginn der Saison 1968/69 versuchte die sportliche Führung der Los Angeles Lakers rund um GM Fred Schaus einen großen Deal zu machen. Nachdem sich Ausnahmespieler Wilt Chamberlain im Jahr zuvor mit dem Besitzer seines Teams (Philadelphia 76ers), dem Millionär und Geschäftsmann Irv Kosloff, zerstritten und daraufhin die Saison 1967/68 entsprechend lustlos hinter sich gebracht hatte, aber dennoch zum dritten Mal in Folge zum MVP gewählt wurde, drohte Chamberlain der Vereinsführung. Sollte er nicht umgehend an ein anderes Team innerhalb der NBA verkauft werden, würde er in die parallel zur NBA existierende ABA wechseln. Am 9. Juli 1968 ging der Wechsel daraufhin vonstatten und Wilt Chamberlain wechselte im Tausch für Darrall Imhoff, Jerry Chambers und Archie Clark zu den Lakers, die zu diesem Zeitpunkt mit Elgin Baylor und Jerry West noch immer zwei der besten Spieler der NBA in ihren Reihen hatten. Noch nie zuvor waren in der Geschichte der NBA drei so hochkarätige Spieler zusammen in einem Team gewesen. Unter dem bisherigen College-Basketballtrainer Jack Ramsay, der erst in diesem Jahr sein Trainerdebüt in der NBA gab, wurde Imhoff weiterhin als Stammkraft eingesetzt und war in allen 82 Meisterschaftsspielen der 76ers im Einsatz. Mit lediglich zwei Spielen Rückstand auf die von Gene Shue trainierten Baltimore Bullets beendeten die Philadelphia 76ers die Saison auf dem zweiten Platz im Endklassement der regulären Spielzeit und unterlagen den Boston Celtics mit 1:4 in den Eastern-Division-Semifinals. Auch hier kam Imhoff in allen fünf Play-off-Partien seiner Mannschaft zum Einsatz und war mit 91 erzielten Punkten in den Play-offs hinter Archie Clark (97 Punkte) und Billy Cunningham (122 Punkte) der drittbeste Philadelphia-Scorer.
Auch in der darauffolgenden Spielzeit agierte er unter Jack Ramsay als Stütze und Starter der 76ers. In dieser Saison waren die 76ers nur eine von sechs Mannschaften, die es schafften eine positive Bilanz am Ende der regulären Meisterschaft vorzuweisen. Als Viertplatzierter der Eastern Division schaffte das Franchise den Einzug in die Play-offs und schied, wie bereits im Vorjahr, bereits in den Eastern-Division-Semifinals – diesmal gegen die Milwaukee Bucks mit dem jungen Lew Alcindor – aus. Die individuelle Leistung betrachtet, war dies für Imhoff die erfolgreichste Saison seiner gesamten Laufbahn als Profispieler. Dabei erzielte er im Schnitt 5,2 Field Goals pro Spiel bei in etwa 10,1 Field-Goal-Versuchen pro Spiel. Außerdem gelangen ihm im Schnitt 5,4 Zwei-Punkter pro bei 10,1 Zwei-Punkter-Versuchen pro Spiel, sowie im Schnitt 2,7 Freiwürfe pro Spiel bei 4,2 Freiwurfversuche pro Spiel. Auch die 13,6 Punkte, die er im Durchschnitt pro Spiel schaffte, waren die höchste Punkteanzahl seiner Karriere. In der Saison dieser Karrierebestleistungen kam der 31-Jährige in 79 von 82 möglich gewesenen Ligapartien und in allen fünf Play-off-Partien des Franchises aus Philadelphia zum Einsatz.

### Karriereausklang bei den Cincinnati Royals und den Portland Trail Blazers
Vor dem Start der NBA-Saison 1970/71 wurde Imhoff zusammen mit einem Zwei-Runden-Draft-Pick für den NBA-Draft 1971 nach Cincinnati verfrachtet; im Gegenzug wechselten der Routinier Connie Dierking und der noch am Beginn seiner Karriere befindliche Fred Foster zu den Philadelphia 76ers. In weiterer Folge startete Imhoff bei den Cincinnati Royals unter Trainer Bob Cousy und General Manager Joe Axelson als Stammspieler, schied jedoch zum Ende des Jahres nach einer aufgetretenen Knorpelschädigung im Knie, einem Riss des vorderen Kreuzbandes und einer nach sich ziehenden Operation für den Rest der Saison aus. Sein letztes Spiel absolvierte er am 30. Dezember 1970 bei einer 115:119-Auswärtsniederlage gegen seinen ehemaligen Arbeitgeber, die Detroit Pistons. Bis dahin war er in 34 Ligapartien der Spielzeit 1970/71 zum Einsatz gekommen. In dieser Saison, in der die NBA zu 17 Mannschaften expandierte und die Liga in zwei Conferences mit jeweils zwei Divisions aufgeteilt wurde, erreichten die Cincinnati Royals im Endklassement der regulären Spielzeit den dritten Platz in der Central Division und schafften somit nicht den Einzug in die saisonabschließenden Play-offs.
Nachdem zu Beginn der Spielzeit 1971/72 seine Verletzung wieder akut wurde, wurde Imhoff von Axelson auf die Waivers-Liste gesetzt, da man nunmehr auf den dauerverletzten Imhoff verzichten konnte. Nach nur neun absolvierten Ligapartien für die Royals wechselte er als Free Agent mit 3. Dezember 1971 zu den Portland Trail Blazers, die erst in der vorangegangenen Saison ihren Spielbetrieb aufgenommen hatten. Dort kam er unter dem damaligen Trainer Rolland Todd noch in fünf Spielen im Dezember zum Einsatz und war erst ab Januar 1972 wieder regelmäßig im Einsatz, brachte es aber zumeist nur von der Ersatzbank aus zu Einsätzen. Nach dem Rauswurf von Todd als Trainer mit 2. Februar 1972 kam er unter dem nachfolgenden Interimscoach Stu Inman, der bis zu diesem Zeitpunkt ausschließlich als Basketballtrainer an Highschools und Colleges in Erscheinung getreten war, zum Einsatz. Eine 109:131-Heimniederlage gegen die Houston Rockets am 26. März 1972 war das letzte offizielle NBA-Spiel, das Imhoff absolvierte, wobei er hier als schwächster Spieler am Platz lediglich drei Punkte beisteuerte. Nachdem sein Team mit deutlichem Abstand am letzten Platz der Pacific Division und der zusammengefassten Western Conference landete, beendete er nach 801 regulären Meisterschaftsspielen und 54 Play-off-Einsätzen seine aktive Karriere als Basketballspieler. Noch im Januar 1973 unterzog er sich einer Operation, die sein vorderes Kreuzband wieder herstellte, ihn aber weiterhin daran hinderte seine Karriere als Profi fortzusetzen.

### Leben nach aktiver Sportlaufbahn
Als Teil der US-amerikanischen Basketballnationalmannschaft des Jahres 1960 wurde Imhoff im Jahre 1984 in die Naismith Memorial Basketball Hall of Fame aufgenommen; das Team von 1960 galt bis zum Dream Team von 1992 als das beste in der Geschichte des US-Basketballs.
Das Mitglied der Phi Kappa Tau wurde im Jahre 1988 in die Cal Athletic Hall of Fame aufgenommen; 2005 erfolgte die Aufnahme in die Pac-10 Hall of Honor. Am 14. Februar 2009 wurde bei einem Spiel zwischen der University of California, Berkeley und der Stanford University Imhoffs Trikotnummer 40 zurückgezogen und somit für die Ewigkeit gesperrt. Diese Nummer wird somit nie wieder an einen Basketballspieler der California Golden Bears vergeben.
Da er aufgrund seiner NBA-Karriere nur sechs Einheiten, bevor er seinen College-Abschluss gemacht hätte das College unterbrochen hatte, holte er dies 33 Jahre später nach und erhielt in den frühen 1990ern seinen Bachelor. Seine Motivation dabei war, dass sein damaliger Trainer Pete Newell dann sagen konnte, dass jeder Spieler seines damaligen Meisterteams den Abschluss geschafft hatte.
Nach seinem Rückzug aus dem Profisport lebte Imhoff zuerst in Hillsboro, Oregon, ehe es ihn die etwas südlichere gelegene Universitätsstadt Eugene, Oregon, zog. Am 30. Juni 2017 erlag der 78-jährige Imhoff in der Stadt Bend, Oregon, einem Herzinfarkt. Als Alumnus gehörte er bis zu seinem Tod dem Ambassador Program der Portland Trail Blazers an. Des Weiteren war er bis zu seinem Tod Vizepräsident im Bereich Verkauf und Marketing an der United States Basketball Academy (USBA) in Blue River, Oregon. Weiters war er zeitweilig auch ein Broadcaster der Portland Trail Blazers und trat dabei hauptsächlich im Radiobereich in Erscheinung. Er wurde von seiner Frau Susan, seinen fünf Kindern und diversen Enkelkindern überlebt.

## Erfolge
Mit den California Golden Bears

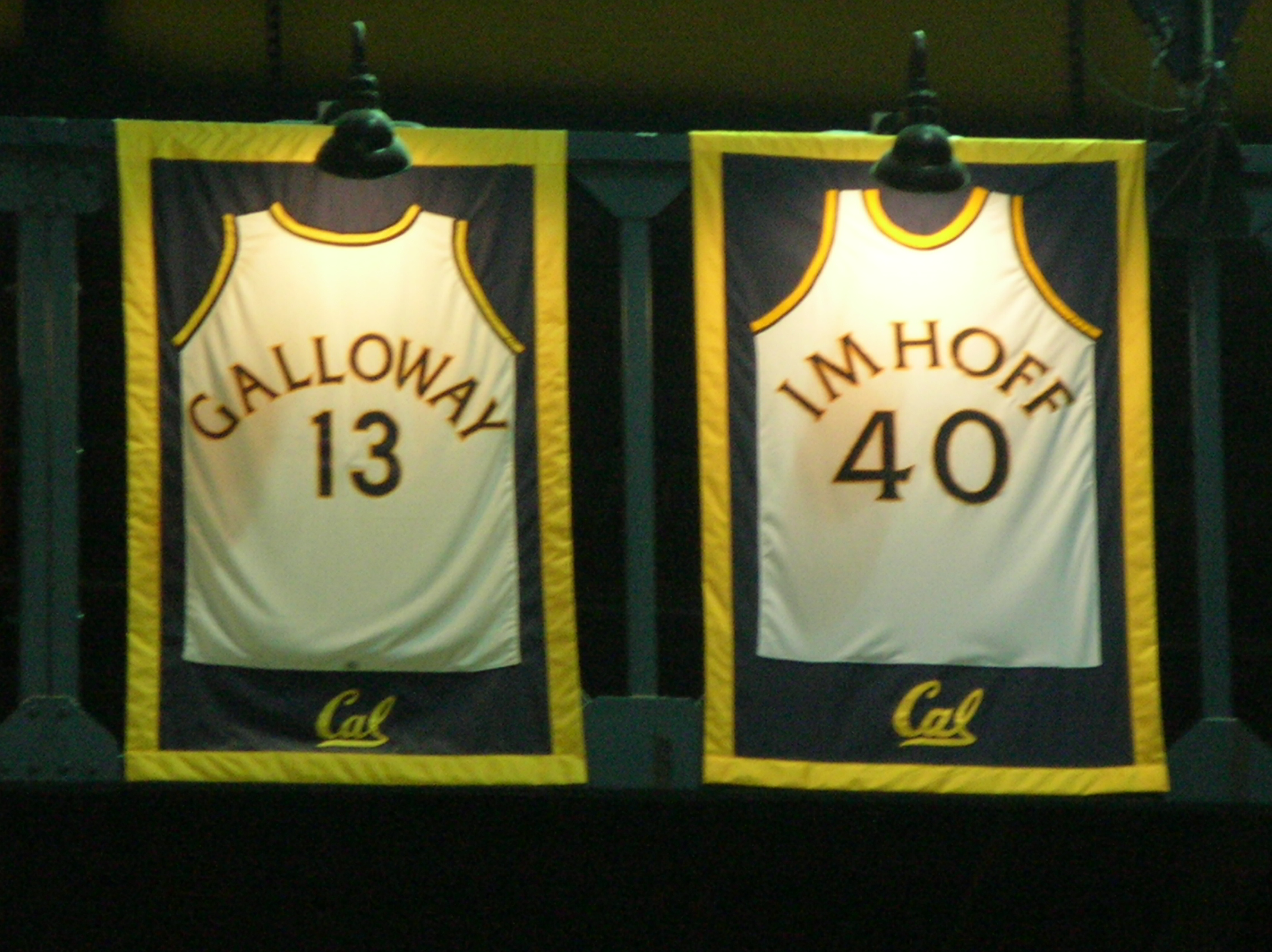
Darrall Imhoffs zurückgezogene Trikotnummer 40, die nie wieder von den California Golden Bears vergeben wird, an der Decke des Haas Pavilion; daneben die zurückgezogene Nummer 13 der Spielerin Colleen Galloway

- 1 × Sieger der NCAA Division I Basketball Championship: 1959

Mit den Los Angeles Lakers
- 3 × Sieger der Western Division der NBA: 1964/65, 1965/66 und 1967/68
- 3 × Vizemeister der NBA: 1964/65, 1965/66 und 1967/68

Mit den Philadelphia 76ers
- 1 × Zweitplatzierter der Eastern Conference der NBA: 1968/69

Mit den Vereinigten Staaten
- 1 × Olympiasieger im Basketball: 1960

### Individuelle Erfolge
- NCAA Men’s Basketball All-American: 1960
- NBA All-Star: 1967
- 2 × First-Team-All-AAWU (Athletic Association of Western Universities): 1959 und 1960
- Aufnahme in die Cal Athletic Hall of Fame: 1988
- Aufnahme in die Pac-10 Hall of Honor: 2005
- zurückgezogene Trikotnummer 40 bei der University of California, Berkeley: 2009